# Autranella
Autranella é um género botânico pertencente à família Sapotaceae.